# 大卫·戴恩
大卫·巴里·查尔斯·戴恩（David Barry Charles Dein，1943年9月7日—），英国人，前阿森纳足球俱乐部副主席，前英足总副主席，前欧洲G-14主席。现任红白公司主席。他曾參與英格蘭申辦2018年世界杯事務。